# Todirostre familier
Todirostrum cinereum
Pour les articles homonymes, voir Todirostre à dos noir.
Espèce
Statut de conservation UICN

 LC  : Préoccupation mineure
Le Todirostre familier (Todirostrum cinereum), aussi appelé Todirostre commun ou Todirostre à dos noir est une espèce d'oiseau de la famille des Tyrannidés.

## Description
Le Todirostre familier a la calotte noire qui s'étend jusqu'à la nuque et vire à la couleur ardoise, rayée quelque peu de noir. Les côtés de la tête sont ardoise noirâtre. Le dos, les scapulaires, la petite couverture et le croupion sont olive verte allant du pâle au foncé avec de l'ardoise foncée sur le haut de certaines parties. Les petites plumes du haut de la queue sont souvent jaunâtres. Les ailes, les moyenne et grande couvertures et l'intérieur des ailes se terminent et sont marquées de jaune soufré. La queue, noire, finit et est marquée de blanc. Les lores sont noirs légèrement pointillés de blanc jaunâtre. Le dessous, ailes et queue y compris, est jaune, l'intérieur des rémiges s'achève sur du blanc brunâtre. Il mesure entre 9 et 10 cm.

## Répartition géographique
Son aire s'étend du sud-est de Mexique à travers la moitié nord de l'Amérique du Sud (rare en Amazonie).

## Habitat
Cette espèce fréquente les forêts ouvertes, les bosquets, les broussailles, les jardins et les bords de forêts, principalement dans les régions humides et les contreforts.

## Nidification
Les œufs de cette espèce sont de forme ovale et blancs.

## Sous-espèces et distribution
Cet oiseau est représenté par huit sous-espèces selon la classification de référence du Congrès ornithologique international (version 9.1, 2019) :
- Todirostrum cinereum virididorsale Parkes, 1976 : régions tropicales du sud du Mexique (État de Veracruz et nord de celui d'Oaxaca) ;
- Todirostrum cinereum finitimum Bangs, 1904 : des régions tropicales du sud du Mexique (États de Tabasco et de Chiapas) au nord-ouest du Costa Rica ;
- Todirostrum cinereum wetmorei Parkes, 1976 : régions tropicales du centre et de l'est du Costa Rica, Panama ;
- Todirostrum cinereum sclateri (Cabanis & Heine, 1860) : du sud-ouest de la Colombie (département de Nariño) à l'ouest de l'Équateur et au nord-ouest du Pérou ;
- Todirostrum cinereum cinereum (Linnaeus, 1766) : des régions tropicales du sud de la Colombie au sud du Venezuela, aux Guyanes et au nord du Brésil ;
- Todirostrum cinereum peruanum Zimmer, JT, 1930 : est de l'Équateur et du Pérou (vers le sud jusqu'à la province de Cuzco) ;
- Todirostrum cinereum coloreum Ridgway, 1906 : du sud-est du Brésil (Espírito Santo) au nord du Paraguay et de la Bolivie ;
- Todirostrum cinereum cearae Cory, 1916 : nord-est du Brésil (de l'est du Pará aux États de Piauí, de Ceará, d'Alagoas et au nord de l'État de Bahia).